# ليلى هيامز
ليلى هيامز (بالإنجليزية: Leila Hyams)‏ هي ممثلة أمريكية، ولدت في 1 مايو 1905 بنيويورك في الولايات المتحدة، وتوفيت في 4 ديسمبر 1977 في الولايات المتحدة بسبب مرض.

## أعمال

### أفلام
- (1930) البيت الكبير
- (1930) قضية مقتل بيشوب
- (1932) فريكس
- (1935) روجلز من ريد جاب

## وصلات خارجية
- ليلى هيامز على موقع IMDb (الإنجليزية)
- ليلى هيامز على موقع ألو سيني (الفرنسية)
- ليلى هيامز على موقع أول موفي (الإنجليزية)
- ليلى هيامز على موقع قاعدة بيانات الأفلام السويدية (السويدية)
- ليلى هيامز على موقع إن إن دي بي (الإنجليزية)
- ليلى هيامز على موقع قاعدة بيانات الفيلم (الإنجليزية)
- ليلى هيامز على موقع كينوبويسك (الروسية)